# Općinska nogometna liga Zadar 1981./82.
Općinska nogometna liga Zadar (Općinska "B" nogometna liga Zadar) je predstavljala općinsku nogometnu ligeuu organizaciji NSO Zadar, te ligu šestog stupnja nogometnog prvenstva Jugoslavije u sezoni 1981./82. 
 Sudjelovalo je 9 klubova, a prvak lige je bila "Nova Zora" iz tadašnjeg Filipjakova.  

## Ljestvica
| mj. | klub                     | ut. | pob. | ner. | por. | gol+ | gol- | bod     |
| --- | ------------------------ | --- | ---- | ---- | ---- | ---- | ---- | ------- |
| 1.  | Nova Zora Filipjakov     |     |      |      |      |      |      | 23      |
| 2.  | Hajduk Pridraga          |     |      |      |      |      |      | 23 (-2) |
| 3.  | Zemunik (Zemunik Donji)  |     |      |      |      |      |      | 20      |
| 4.  | Borac Smilčić            |     |      |      |      |      |      | 20      |
| 5.  | Raštane (Gornje Raštane) |     |      |      |      |      |      | 14      |
| 6.  | Dalmatinac Crno          |     |      |      |      |      |      | 13      |
| 7.  | Jedinstvo Benkovac       |     |      |      |      |      |      | 12      |
| 8.  | Pakoštane                |     |      |      |      |      |      | 10      |
| 9.  | Jedinstvo Islam Grčki    |     |      |      |      |      |      | 7       |

- Filipjakov – tadašnji naziv za Sveti Filip i Jakov

## Rezultatska križaljka
| kratica | klub                     | BOR | DAL | HAJ | JEDB | JEDIG | NOVZ | PAK | RAŠ | ZEM |
| --- | ------------------------ | --- | --- | --- | ---- | ----- | ---- | --- | --- | --- |
| BOR | Borac Smilčić            |     |     |     |      |       |      |     | 2:0 |     |
| DAL | Dalmatinac Crno          |     |     |     |      |       |      |     | 0:1 |     |
| HAJ | Hajduk Pridraga          |     |     |     |      |       |      |     | 5:0 |     |
| JEDB | Jedinstvo Benkovac       |     |     |     |      |       |      |     | 1:3 |     |
| JEDIG | Jedinstvo Islam Grčki    |     |     |     |      |       |      |     | 3:1 |     |
| NOVZ | Nova Zora Filipjakov     |     |     |     |      |       |      |     | 2:1 |     |
| PAK | Pakoštane                |     |     |     |      |       |      |     | 2:1 |     |
| RAŠ | Raštane (Gornje Raštane) | 1:0 | 1:2 | 2:2 | 4:0  | 5:3   | 1:2  | 6:0 |     | 0:0 |
| ZEM | Zemunik (Zemunik Donji)  |     |     |     |      |       |      |     | 3:1 |     |
| |                          |     |     |     |      |       |      |     |     |     |
| podebljan rezultat - utakmice od 1. do 9. kola (1. utakmica između klubova) rezultat normalne debljine - utakmice od 10. do 18. kola (2. utakmica između klubova) rezultat nakošen - nije vidljiv redoslijed odigravanja međusobnih utakmica iz dostupnih izvora rezultat nakošen i smanjen * - iz dostupnih izvora nije uočljiv domaćin susreta prekrižen rezultat - poništena ili brisana utakmica p - utakmica prekinuta 3:0 p.f. / 0:3 p.f. - rezultat 3:0 bez borbe n.i. - utakmica nije odigrana |                          |     |     |     |      |       |      |     |     |     |

 Izvori: 